# بيل هاريس أرينا
بيل هاريس أرينا (بالإنجليزية: Bill Harris Arena)‏ هي ساحة داخلية متعددة الأغراض تتسع لـ5،000 مقعد وتقع في برمنغهام كروس بلكس (أرض معارض ولاية ألاباما سابقًا).